# Георгсмариенхютте
Георгсмариенхютте (нем. Georgsmarienhütte) — город в Германии, в земле Нижняя Саксония.
Входит в состав района Оснабрюк. Население составляет 32 057 человек (на 31 декабря 2010 года). Занимает площадь 55,41 км². Официальный код — 03 4 59 019.
Город подразделяется на 6 городских районов.
Назван в честь ганноверского короля Георга V и его жены Марии. Буквально «металлургические заводы Георга и Марии».
| Год  | Население |
| ---- | --------- |
| 1990 | 31 416    |
| 1995 | 32 933    |
| 2000 | 32 933    |
| 2005 | 32 650    |
| 2010 | 32 130    |

## Достопримечательности
- Церковь бывшего монастыря XII века Эзеде
- Герман Штурм на Доренберге — смотровая площадка на высоте 352 метров над уровнем моря
- Башня Варус на Ламмерсбринке
- Вилла в стиле модерн семьи промышленника Штамера 1900 года. В настоящее время здесь располагается музей Вилла Штамера
- Монастырь Орбек в Хольсхаузене